# Charli D’Amelio

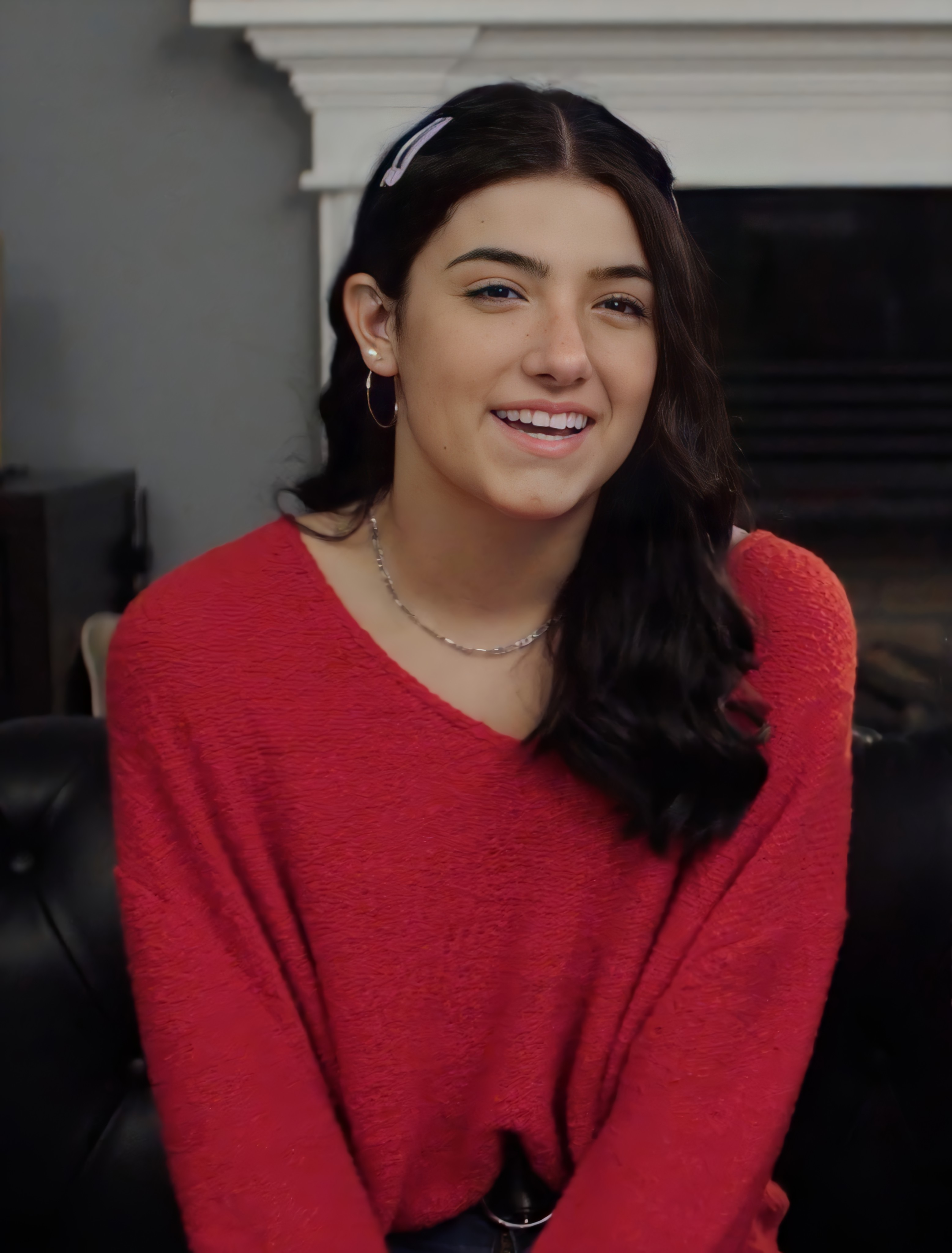
Charli D’Amelio (2020)

Charli D’Amelio (* 1. Mai 2004 in Norwalk, Connecticut) ist eine US-amerikanische Influencerin. Sie erlangte durch das soziale Netzwerk TikTok internationale Bekanntheit, wo ihr über 150 Millionen Abonnentinnen und Abonnenten folgen (Stand: Juli 2023). D'Amelio besaß zeitweise den meistabonnierten TikTok-Account der Welt und bekam damit einen Eintrag im Guinness-Buch der Rekorde. Im Juni 2022 wurde sie von Khaby Lame auf diesem Spitzenplatz abgelöst.

## Karriere
D’Amelios Karriere begann im Sommer 2019 im Alter von 15 Jahren mit dem Hochladen von Tanzvideos zu „Trending Songs“ auf TikTok. Ihr erstes TikTok war eine Lippensynchronisation mit einer Freundin. Im ersten Märzdrittel 2020 erreichte sie bereits 35 Millionen Follower. Am 25. März 2020 wurde ihr Konto zum meistgefolgten auf TikTok und übertraf damit die vorherige meistverfolgte Person, Loren Gray. Mit ihren Kanälen erreichte D’Amelio später über 135 Millionen TikTok-Follower, 46,9 Millionen Instagram-Follower, 9,64 Millionen YouTube-Abonnenten, und 5,4 Millionen Twitter-Follower.
Im Jahr 2019 nahm die ehemalige Managerin von Sony Music, Barbara Jones, D’Amelio bei ihrer Managementfirma Outshine Talent unter Vertrag. Im Januar 2020 unterschrieb D’Amelio bei der Talent-Agentur UTA und trat zusammen mit anderen Prominenten in einem Super-Bowl-Werbespot für Sabra Hummus auf. Sie wurde eingeladen, am Super Bowl LIV teilzunehmen und sich mit Jennifer Lopez zu treffen, um die TikTok-Herausforderung „J Lo Super Bowl Challenge“ zu erstellen. Sie wurde im Januar 2020 von der New York Times zur „regierenden Königin“ von TikTok ernannt.
Sie war zusammen mit 18 anderen, darunter auch ihrer Schwester Dixie D’Amelio, Teil der TikTok-Webgruppe „Hype House“. Im Mai 2020 bestätigte ein Vertreter der D’Amelios gegenüber The Hollywood Reporter, dass sie und ihre Schwester Hype House verlassen hätten.
Sie tanzte beim NBA-All-Star-Game 2020, bei dem sie mit anderen Mitgliedern des Hype House und der Schöpferin des „Renegade“-Tanzes Jalaiah Harmon auftrat. Am 27. März 2020 arbeitete D’Amelio auf YouTube mit dem Schauspieler Noah Schnapp zusammen. Im Mai 2020 kündigten sie und ihre Schwester einen neuen Podcast-Vertrag mit Ramble Podcast Network an, der einen Blick hinter die Kulissen ihres Lebens zeigen soll.
Am 17. Juni 2020 zeigte sie auf TikTok ein Alter-Ego namens Barley D’Amelio, das weniger professionelle Inhalte veröffentlicht. Das Konto hat über 4,8 Millionen Follower. Im August veröffentlichte Forbes einen Bericht, nachdem sie mit einem Einkommen von über 4 Millionen US-Dollar die nach Addison Rae zweitbestbezahlte Anbieterin der Plattform sei.
Bis zum 18. November 2020 hatte ihr Hauptkonto 99,5 Millionen Follower. Sie verlor nach der Veröffentlichung eines YouTube-Videos am 16. November innerhalb kurzer Zeit rund eine Million Follower auf TikTok. 2020 spielte sie in dem Musikvideo zur Single Baby, I’m jealous von Bebe Rexha mit.

## Persönliches
Charli D’Amelio ist die Tochter von Politiker Marc D’Amelio und Heidi D’Amelio. Ihre ältere Schwester ist Dixie D’Amelio.
Nachdem D’Amelio immer wieder aufgrund ihres Aussehens beleidigt wurde, haben sie und ihre Schwester sich zusammen mit UNICEF gegen Cyber-Mobbing und Bodyshaming ausgesprochen. Im April spendete sie während der COVID-19-Pandemie 50.000 US-Dollar an das Krankenhaus in Norwalk.
Werbekooperationen hat sie unter anderen mit Dunkin’ Donuts. Hier darf sie lebenslang kostenlos essen. Außerdem war sie bei einem Werbeclip während des Super Bowls zu sehen.
Sie war von Juli 2022 bis Februar 2024 in einer Beziehung mit Landon Asher Barker, dem Sohn von Travis Barker.

## Filmografie

### Fernsehen
| Jahr | Titel                                                           | Rolle      | Notizen                                | Quelle |
| ---- | --------------------------------------------------------------- | ---------- | -------------------------------------- | ------ |
| 2020 | #KidsTogether: The Nickelodeon Town Hall                        | Sie selbst | Spezial Event                          | [ 29 ] |
| 2020 | The Disney Family Singalong                                     | Sie selbst | Spezial Event                          | [ 30 ] |
| 2020 | Graduate Together: America Honors the High School Class of 2020 | Sie selbst | Spezial Event                          | [ 31 ] |
| 2020 | Here for It with Avani Gregg                                    | Sie selbst | Episode: „Have You Ever Been a Bully?“ | [ 32 ] |
| 2021 | Celebrity Family Feud                                           | Kandidat   | Staffel 7, Episode 4                   | [ 33 ] |
| 2021 | The D'Amelio Show                                               | Sie selbst | Hauptrolle                             | [ 34 ] |

### Film
| Jahr | Titel                | Rolle  | Notizen       | Quelle |
| ---- | -------------------- | ------ | ------------- | ------ |
| 2020 | StarDog and TurboCat | Tinker | Synchronrolle | [ 35 ] |

### Musikvideos
| Jahr | Titel               | Künstler                  | Quelle |
| ---- | ------------------- | ------------------------- | ------ |
| 2020 | „Baby, I'm Jealous“ | Bebe Rexha feat. Doja Cat | [ 36 ] |
| 2020 | „Pa' Ti + Lonely“   | Jennifer Lopez & Maluma   | [ 37 ] |

## Diskografie

### Songs
- 2022: If You Ask Me To

## Auszeichnungen und Nominierungen
| Jahr | Organisation           | Kategorie                                                    | Nominierte Arbeit | Resultat  | Quelle        |
| ---- | ---------------------- | ------------------------------------------------------------ | ----------------- | --------- | ------------- |
| 2020 | People’s Choice Awards | The Social Star of 2020                                      | Sie selbst        | Nominiert | [ 38 ]        |
| 2020 | Streamy Awards         | Breakout Creator                                             | Sie selbst        | Gewonnen  | [ 39 ] [ 40 ] |
| 2020 | Streamy Awards         | Creator of the Year                                          | Sie selbst        | Nominiert | [ 39 ] [ 40 ] |
| 2020 | Streamy Awards         | Social Good Campaign                                         | #DistanceDance    | Nominiert | [ 39 ] [ 40 ] |
| 2021 | Guinness World Records | Am meisten gefolgte Person auf TikTok                        | Sie selbst        | Gewonnen  | [ 41 ] [ 42 ] |
| 2021 | Guinness World Records | Erste Person, die 50 Millionen TikTok-Follower erreicht hat  | Sie selbst        | Gewonnen  | [ 41 ] [ 42 ] |
| 2021 | Guinness World Records | Erste Person, die 100 Millionen TikTok-Follower erreicht hat | Sie selbst        | Gewonnen  | [ 41 ] [ 42 ] |
| 2021 | Kids' Choice Awards    | Favorite Female Social Star                                  | Sie selbst        | Gewonnen  | [ 43 ]        |
| 2021 | MTV Movie & TV Awards  | Breakthrough Social Star                                     | Sie selbst        | Nominiert | [ 44 ]        |
| 2021 | MTV Millennial Awards  | Global Creator                                               | Sie selbst        | Nominiert | [ 45 ]        |